# McGregor (Minnesota)
McGregor é uma cidade localizada no estado americano de Minnesota, no Condado de Aitkin.

## Demografia
Segundo o censo americano de 2000, a sua população era de 404 habitantes.
Em 2006, foi estimada uma população de 393, um decréscimo de 11 (-2.7%).

## Geografia
De acordo com o United States Census Bureau tem uma área de
5,4 km², dos quais 5,1 km² cobertos por terra e 0,3 km² cobertos por água. McGregor localiza-se a aproximadamente 375 m acima do nível do mar.

## Localidades na vizinhança
O diagrama seguinte representa as localidades num raio de 36 km ao redor de McGregor.